# Грекетто
Грекетто (Grechetto) или Грекетто белый (Grechetto bianco) — белый итальянский сорт винограда греческого происхождения. Виноград рассажен по всей центральной Италии, в частности в регионе Умбрия где он используется в включённом в список итальянских вин категории DOC (Denominazione di origine controllata-DOC) вине Орвието.
В основном сорт предназначен для смешивания, хотя также производится несколько марок вина только из этого сорта. Грекетто обычно смешивается с сортами Шардоне, Мальвазия, Треббиано и Верделло.
Толстая кожица ягод обеспечивает хорошую устойчивость к мильдью и оидиуму, которые могут поразить виноград в конце сбора винограда. Это делает Грекетто пригодным виноградом для смешивания при производстве итальянского десертного вина Вин Санто.

## Винные регионы
В Италии, сорт Грекетто встречается в марочных винах центрального региона-более всего в Умбрии — Орвието а также в марочных винах регионов Торджано и Колли Мартани.
Виноград культивируется в регионе в большей степени, поскольку виноделы видят в нём больший потенциал, по сравнению с другими основными белыми сортами Умбрии такими, как Друпеджо и Треббиано.
В регионе Лацио, сорт культивируется в Черваро, где семья Антинори, из самых старинных винодельческих семей, активно продвигает на рынке вино, которое является смесью Грекетто и Шардоне

## Виноградарство и виноделие
Толстая кожа сорта Грекетто позволяет ему поздний сбор винограда с высоким содержанием сахара. Это способствует производству десертных вин. Есть по крайней мере 2 под-сорта Грекетто — Тоди (Grechetto di Todi) и Грекетто Сполентийское (Grechetto Spolentino), причём первый сорт более широко рассажен в регионе.
Лоза Грекетто низкой продуктивности и способна производить концентрированные ароматы. Виноград в основном используется для смешивания принося в вино насыщенность и структуру. Более всего сорт смешивается с сортами Шардоне, Мальвазия, Треббиано и Верделло.
В Умбрии Грекетто может добавлять в вино травяные или ореховые ароматы.

## Синонимы
Как многие старые сорта, обладает большим количеством синонимов. В базе VIVC приводится две дюжины названий, среди которых Greca del Piemonte, Grecherello, Grechetto bianco, Grechetto di Orvieto, Grechetto Nostrale, Grechetto Spoletino, Greco, Greco bianco di Perugia, Greco Spoletino, Montanarino Bianco, Montanaro, Occhietto, Pistillo, Pizzinculo, Pocinculo, Pulce, Pulcincolo, Pulcinculo bianco, Pulcinculu, Pulcinella, Stroppa Volpe, Strozza Volpe, Strozzavolpe, Uva di San Marino.
Несмотря на синоним с сортом одинакового названия, не имеет отношения к Греческому белому (Greco bianco) винограду из Калабрии.